# Plosovo
Plosovo je naselje v Občini Velike Lašče.